# Masse (Lebensmittel)
Eine Masse (lat. massa ‚Klumpen‘, griech. maza ‚Brotteig‘) ist bei der Lebensmittelherstellung ein Vorprodukt, das hauptsächlich Fett, Eier und Zucker enthält, und dadurch fließend, streichfähig oder schaumig ist, aber nicht knetbar.
Fachlich unterscheidet man Teige und Massen durch ihren Mehlanteil. Teige werden wegen ihrer hohen Zähigkeit geknetet und Massen (mit geringerer Zähigkeit) gerührt oder aufgeschlagen. Eine Sandmasse beispielsweise wird gerührt. Daher ist der Begriff Sandteig – ebenso wie der Begriff „Biskuitteig“ – in der Fachsprache des Bäcker- und Konditorhandwerks etc. und der Sprache des Lebensmittelrechts fachlich nicht korrekt.
Für die Herstellung von Massen wird kein oder nur wenig Mehl oder ersatzweise Stärkepuder (meist Weizenpuder = Stärkepulver aus Weizen) verwendet. Die Lockerung erfolgt in der Regel durch Lufteinschluss (durch kräftiges Aufschlagen mit einem Schneebesen). 
Bei der Backwarenherstellung wird der Begriff Masse im Wesentlichen für zwei Gruppen von Zwischenerzeugnissen der Feinbackwaren angewendet:
1. Dickflüssige Gemische, die durch Rühren oder Schlagen von Eiklar (oder Vollei) mit Zucker, Fett und wenig Mehl oder nur Stärke hergestellt und zur Weiterverarbeitung von Backwarengrundkörpern verwendet werden
  - leichte (= fettärmere) Massen: Brandmasse (oftmals,  jedoch nicht fachsprachlich, auch „Brandteig“ genannt), Biskuitmasse, Wiener Masse. Hier ist der Eianteil verantwortlich für den Lufteinschluss und damit die Lockerung der fertigen Produkte.
  - schwere (= fettreichere) Massen: Sandkuchenmassen, Baumkuchenmassen. Hier muss das schaumig geschlagene Fett den Lufteinschluss bewerkstelligen.
2. Halbfertigerzeugnisse, die zum Garnieren, Füllen, Belegen oder Überziehen von Gebäckstücken verwendet werden. Beispiele sind: Marzipanmasse, Bienenstichmasse, Mohnmasse, Quarkmasse.

## Vergleich von Massen und Teigen
| Merkmal     | Masse                                                                                    | Teig                                                                      |
| Rohstoffe   | Eier, Zucker, Stärkepuder, Fett                                                          | Mehl, Wasser oder Milch                                                   |
| Herstellung | Rühren, Aufschlagen                                                                      | Kneten oder Rühren (Spritzmürbteig)                                       |
| Konsistenz  | weich, schaumig                                                                          | formbar                                                                   |
| Lockerung   | Luft, Wasserdampf oder Backpulver                                                        | Hefe, Wasserdampf (bei Blätterteig), Kaliumcarbonat (bei Lebkuchenteigen) |
| Arten       | Rührmasse, Biskuitmasse, Wiener Masse, Sandmasse, Baisermasse, Makronenmasse, Brandmasse | Hefeteig, Plunderteig, Blätterteig, Mürbteig, Lebkuchenteig               |